# Monte Lister
Monte Lister (in inglese Mount Lister) è una montagna della catena Royal Society nella terra della regina Victoria in Antartide. Localizzata ad una latitudine di 78° 04' S e ad una longitudine di 162° 41' E raggiunge i 4 069 metri ed è la maggiore vetta della catena.
È stata scoperta durante la spedizione Discovery (1901-04) sotto il comando di Robert Falcon Scott ed intitolata a Joseph Lister presidente della Royal Society dal 1895 al 1900.